# Circuit indépendant
Au catch, l'expression circuit indépendant ou circuit indy renvoie aux nombreuses fédérations indépendantes plus petites que les principales fédérations télévisées comme la WWE , TNA et AEW. Les fédérations spécifiques sur le circuit indépendant sont appelées fédérations indy ou indies. Un catcheur est dans l'indies ou travaille dans l'indies s'il travaille pour une fédération indépendante, ou travaille dans le circuit indépendant s'il exerce dans différentes fédérations indépendantes. Pour la plupart des catcheurs qui ont travaillé dans des fédérations télévisées, ceci est considéré comme une marche arrière dans leur carrière.

## Fédérations indépendantes notables

### États-Unis et Canada
- Chikara Pro, basée en Pennsylvanie.
- Combat Zone Wrestling (CZW), basée à Philadelphie.
- Eastern Wrestling Alliance (EWA), basée au Massachusetts.
- International Wrestling Syndicate, basée à Montréal.
- IWA Mid-South (IWA-MS), basée dans l'Indiana.
- Ohio Valley Wrestling, basée à Louisville.
- Pro Wrestling Guerrilla (PWG), basée en Californie.
- Ring of Honor (ROH), basée à Philadelphie.

### Europe
- Revolution Pro Wrestling (RevPro), basée en Angleterre.
- German Stampede Wrestling (GSW), basée en Allemagne.
- International Pro Wrestling United Kingdom (IPW-UK), basée au Royaume-Uni.
- Westside Xtreme Wrestling (wXw), basée à Essen en Allemagne.
- International Catch Wrestling Alliance, basée en France
- STHLM-Wrestling, basé en Suède
- Swiss power wrestling (SPW), basé en Suisse

### Japon et Mexique
Il existe différentes fédérations de puroresu (Japon) et de Lucha Libre (Mexique) reconnues comme des fédérations indépendantes et qui montrent des partenariats entre différentes promotions (notamment la ROH).
- Dramatic Dream Team